# Lingqiao
Lingqiao (kinesiska: 凌桥, 凌桥乡) är en socken i Kina. Den ligger i provinsen Jiangsu, i den östra delen av landet, omkring 170 kilometer norr om provinshuvudstaden Nanjing. Antalet invånare är 25824. Befolkningen består av 12 850 kvinnor och 12 974 män. Barn under 15 år utgör 19,0 %, vuxna 15-64 år 68 %, och äldre över 65 år 11,0 %.
Genomsnittlig årsnederbörd är 1 095 millimeter. Den regnigaste månaden är juli, med i genomsnitt 233 mm nederbörd, och den torraste är januari, med 18 mm nederbörd.